# Twoism
Twoism è il primo EP del gruppo scozzese di musica elettronica Boards of Canada, pubblicato nel 1995.

## Il disco
L'album venne autoprodotto con l'etichetta Music70, creata dagli stessi Boards of Canada, e distribuito privatamente ad amici e parenti.
Nel 2002 venne tuttavia ristampato dalla Warp Records.
La copertina è un fotogramma dal film The Killings at Outpost Zeta del 1980.
Smokes Quantity sarà riproposta anche 3 anni dopo nel loro primo vero successo, Music Has the Right to Children.
| Recensione     | Giudizio |
| -------------- | -------- |
| AllMusic       |          |
| Pitchfork      | 7.0/10.0 |
| Tiny Mix Tapes |          |

## Tracce
1. Sixtyniner – 5:17
2. Oirectine – 5:11
3. Iced Cooly – 2:22
4. Basefree – 6:35
5. Twoism – 6:06
6. Seeya Later – 4:33
7. Melissa Juice – 1:32
8. Smokes Quantity – 3:10
9. 1986 Summer Fire – 1:36

Durata totale: 36:22